# Magdeburger Biographisches Lexikon
Le Magdeburger Biographische Lexikon (MBL en abrégé) est un lexique spécialisé pour les biographies relatives à la ville de Magdebourg et les arrondissements environnants de Börde, Pays-de-Jerichow et l'ancien arrondissement de Schönebeck (de). Il s'agit de l'ouvrage standard pertinent pour ce sujet.
Le lexique de 894 pages contient 1 766 biographies de personnalités nées dans la région de Magdebourg ou qui sont significativement actives dans la région. Seules les personnes décédées entre 1800 et 2001 sont admises. En plus des hommes politiques, il y a principalement des entrepreneurs, des athlètes, des scientifiques, des artistes, des militaires et des originaux régionaux.
Les éditeurs de l'ouvrage sont Guido Heinrich et Gunter Schandera. Les textes proviennent d'environ 350 auteurs différents. La première présentation a lieu dans l'église Saint-Sébastien de Magdebourg. L'avant-propos est rédigé par Reinhard Höppner, alors ministre-président de Saxe-Anhalt.
Le MBL apparaît également dans une version en ligne, qui est étendue pour la dernière fois en avril 2007 et contient 1 795 biographies.